# Roodkapstekelkruin
De roodkapstekelkruin (Phacellodomus rufifrons) is een vogel uit de familie van de ovenvogels (Furnariidae).

## Kenmerken
Zijn verenkleed is  vaal grijsbruin, met witachtige onderdelen. Hij heeft vrij lange poten, een stevige priksnavel en een lange staart. De lichaamslengte bedraagt 16 cm.

## Leefwijze
Deze in paren of groepen levende vogels bevinden zich de meeste tijd in de bomen.

## Voortplanting
Het hangende nest is gemaakt van takken en bevat meerdere kamers, die ook door meerdere vogels worden gebruikt. Het legsel bestaat uit 3 tot 5 (soms tot 9) stuks. Het broeden neemt meestal 15 tot 20 dagen in beslag. Na 13 tot 18 dagen verlaten de jongen het nest.

## Verspreiding
Deze soort komt voor in de ver uiteengelegen, semi-aride habitats van Zuid-Amerika en telt vier ondersoorten:
- P. r. rufifrons: oostelijk Brazilië.
- P. r. peruvianus: zuidelijk Ecuador en noordelijk Peru.
- P. r. specularis: noordoostelijk Brazilië.
- P. r. sincipitalis: oostelijk Bolivia, zuidelijk Brazilië, het noordelijke deel van centraal Paraguay en noordwestelijk Argentinië.

## Status
De grootte van de populatie is niet gekwantificeerd maar de soort wordt omschreven als algemeen. Op de Rode lijst van de IUCN heeft deze soort de status niet bedreigd.